# Super 8-film

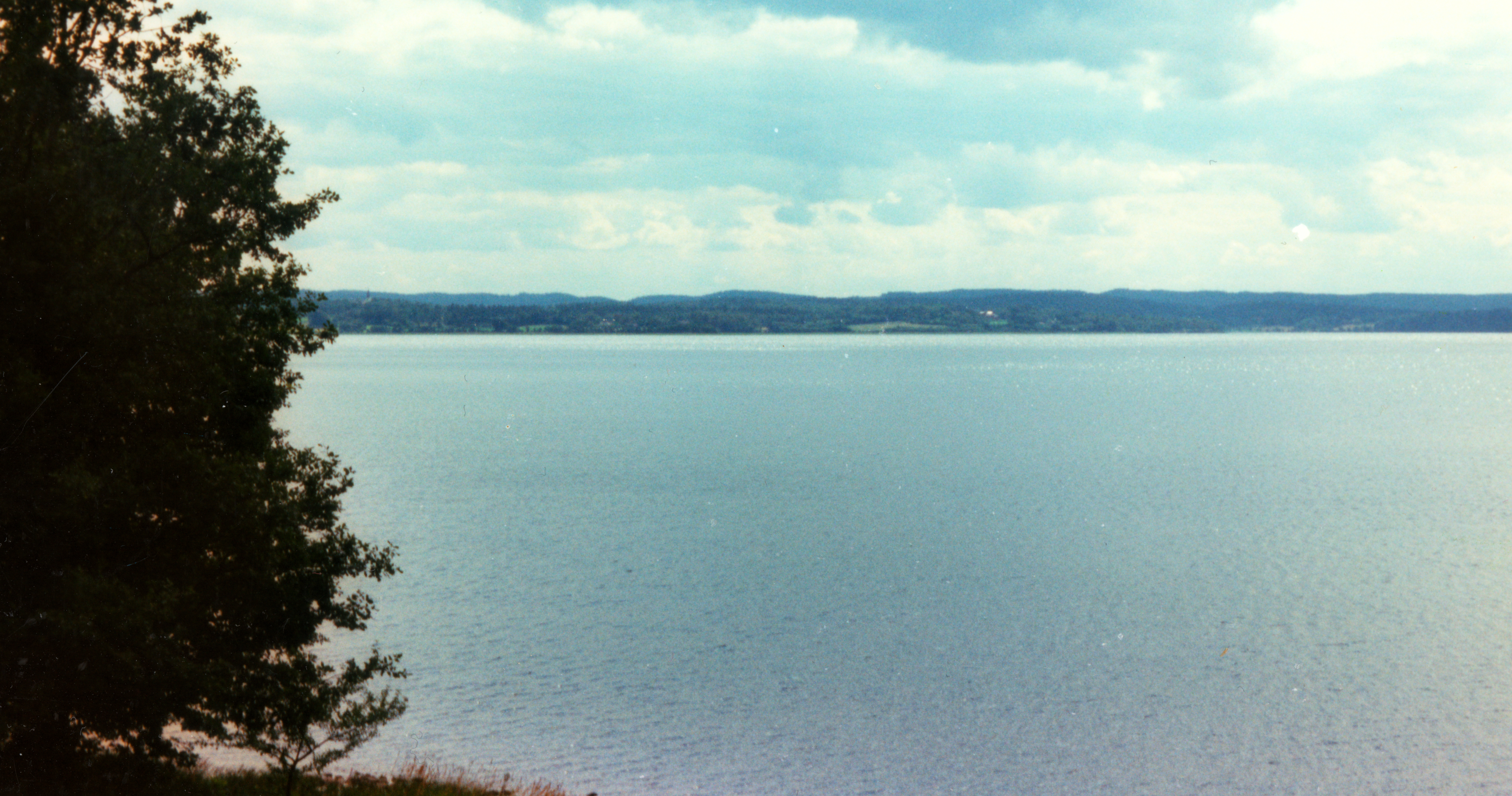
Kodachrome 40 KMA464P Super 8

Super 8-film, egentligen Super 8 mm, är ett filmformat för rörliga bilder som lanserades av Kodak 1965 som en förbättrad version av de äldre systemet Standard 8. Filmen levererades i en kassett vilket underlättade omladdning av kameran. En version med magnetljud introducerades 1973. Varje kassett innehåller 15 meter film vilket motsvarar 3 minuter och 20 sekunder filmat med 18 bilder per sekund, vilket är vanligast bland privatpersoner. Med 24 bilder per sekund räcker 15 meter film i 2 minuter och 30 sekunder.

## Historia
Super 8-formatet hade sin storhetstid på 1970-talet och 1980-talet, men är numera i stort sett helt ersatt av videosystem.[källa behövs] Det har däremot vänt något på senare år då nytillverkade kameror och råfilm går att köpa, dock endast stumfilm då ljudfilm slutade tillverkas 1997. Många trodde att 8 mm filmen skulle försvinna helt när Kodak 2005 bestämde sig för att sluta tillverka Kodachrome 40 som då var den vanligaste filmtypen. Dock överlevde Super 8 även detta och har på senare år börjat få ett visst uppsving bland amatörfilmare som vill lära sig filma på äldre vis för att senare gå vidare till 16/35mm.[källa behövs]

## Ljudfilm
Vid introduktionen fanns det ej ljudfilm utan endast stumfilm. Efter ett par år lanserades nya filmer och kameror som även klarade av att spela in ljud. Super 8 med ljud blev dock aldrig särskilt populärt, utan det beräknas att endast 5 % av alla filmer har ett ljudspår. Sedan 1997 tillverkas endast stumfilm.

### Om filmen saknade ljudspår i original
Smalfilmen var svår att ljudsätta. Man kunde fräsa ett spår på motsatta sidan av perforeringen och gjuta in ett magnetspår, där man kunde lägga in ljud. Alternativt kunde man koppla in en bärbar bandspelare med pilotton, och ta ljudet från bandspelaren vid uppspelningen, vilket gav högre ljudkvalitet. Bandspelaren hade två kanaler, men den ena kanalen upptogs av själva pilottonen, så det inspelade ljudet var i mono. 
Vid uppspelning styrde den inspelade pilottonen hastigheten på filmprojektorn. 
Detta var ingen bra lösning för den enkla amatören. 

## Super 8 idag
I dag har 8 mm-film spelat ut sin roll som familjefilm och används mest av de som uppskattar det resultat som går att uppnå med analog film. Det har blivit ganska populärt med Super 8-film i musikvideor, just för att man får ett speciellt utseende, med filmkorn och färgskalor som är omöjliga att uppnå med en modern och högupplöst videokamera.

### Nytillverkning
Det tillverkas nya kameror och projektorer för Super 8-formatet. Till exempel har både Kodak och det danska företaget Logmar lanserat var sin ny kamera, som båda tillåter ljudinspelning på SD-kort direkt i kameran.
Det finns också råfilm att köpa och nya emulsioner släpps med jämna mellanrum.